# Синестезија
Синестезија (старогрчки syn (уједињене) + aesthesis (сентимент); уједињење сентимента) је спонтана субјективна асоцијација различитих осећаја изазвана директним доживљавањем само једног од њих; учење и осећај помоћу којих оно што посматрамо својим чулима може се мешати (мириси имају облик, боје, звукове...) У литератури синестезија је специфична метафорична замена појмова којима се означавају чулни доживљаји; назив за опис чулне перцепције у којем се осети једног чула изражавају категоријама другог чула (нпр. “мукла ноћ”, “танак глас”).
1. ↑  „sinestezija | Hrvatska enciklopedija”. www.enciklopedija.hr. Приступљено 2023-02-05.